# 服部夏子
服部 夏子（はっとり なつこ、1987年（昭和62年）6月11日 - ）は、日本の芸術家。福岡県出身。

## 来歴
1987年6月11日生まれ、福岡県北九州市出身。
8歳より油絵を始める。森山安英、井手秀美に師事。筑波大学芸術専門学類洋画専攻を2010年に卒業。同年、渡米。その後、アート・スチューデンツ・リーグ・オブ・ニューヨークへ入学し、ブルース・ドルフマンに師事。
現代アートのソフト・スカルプチュアの分野で活動。自身の作品をMoco Moco Sculpture（モコモコ スカラプチュア）と名付け、布と綿を使った立体作品を製作している。
現在はニューヨークを拠点に、アメリカ国内、ヨーロッパ、アジアなど世界各地で活動している。

## 主な展示会
- 2013年、The Asian American And Pacific Islander Heritage Month Special Exhibit（Berkeley College Brooklyn、ブルックリン）
- 2014年、服部夏子展（The Wall Street Journal Gallery、ニューヨーク）
- 2014年、Holiday house NYC 2014（The Academy Mansion、ニューヨーク）
- 2014年、Summer Art Festival 2014（Waterfall Mansion Gallery、ニューヨーク）
- 2014年、Dancer in MocoMoco（The Local NY Gallery、クイーンズ）
- 2015年、一期一会展（北九州市立美術館、福岡）
- 2015年、Textured Vocabulary（Chashama 266 Gallery、ニューヨーク）
- 2015年、終戦70年原爆パネル平和アート展（West Park Presbyterian Church McAlin Hall、ニューヨーク）
- 2015年、Tokyo Art Crossing Berlin（Neurotitan Gallery、ベルリン）
- 2016年、66th Art of the Northeast（Silvermine Arts Center、ニュー・カナーン）
- 2017年、Uprise / Angry Woman（The Untitled Space、ニューヨーク）
- 2018年、原爆パネル平和アート展（Tenri Cultural Institute Gallery、ニューヨーク）
- 2018年、Aesthetics of Dreams（Carrie Able Gallery、ブルックリン）
- 2019年、Ikebana Display（The Metropolitan Museum 、ニューヨーク）
- 2019年、Solo Exhibition Forever (92nd Street Y、ニューヨーク）